# Daniel Walewski
Daniel Walewski herbu Kolumna (ur. 11 października 1751, zm. 14 grudnia 1820 w Stróży) – prezydent Trybunału Głównego Koronnego w 1783 i 1784 roku, archidiakon gnieźnieńskiej kapituły katedralnej w 1815 roku, kantor gnieźnieńskiej kapituły katedralnej w 1814 roku, kantor krakowskiej kapituły katedralnej w latach 1793–1820, kanonik krakowskiej kapituły katedralnej prebendy Rzerzawa do 1795 roku.
Syn chorążego piotrkowskiego Aleksandra i Elżbiety Męcińskiej.
Odznaczony Orderem Świętego Stanisława przez króla Stanisława Augusta Poniatowskiego.